# كوشارا

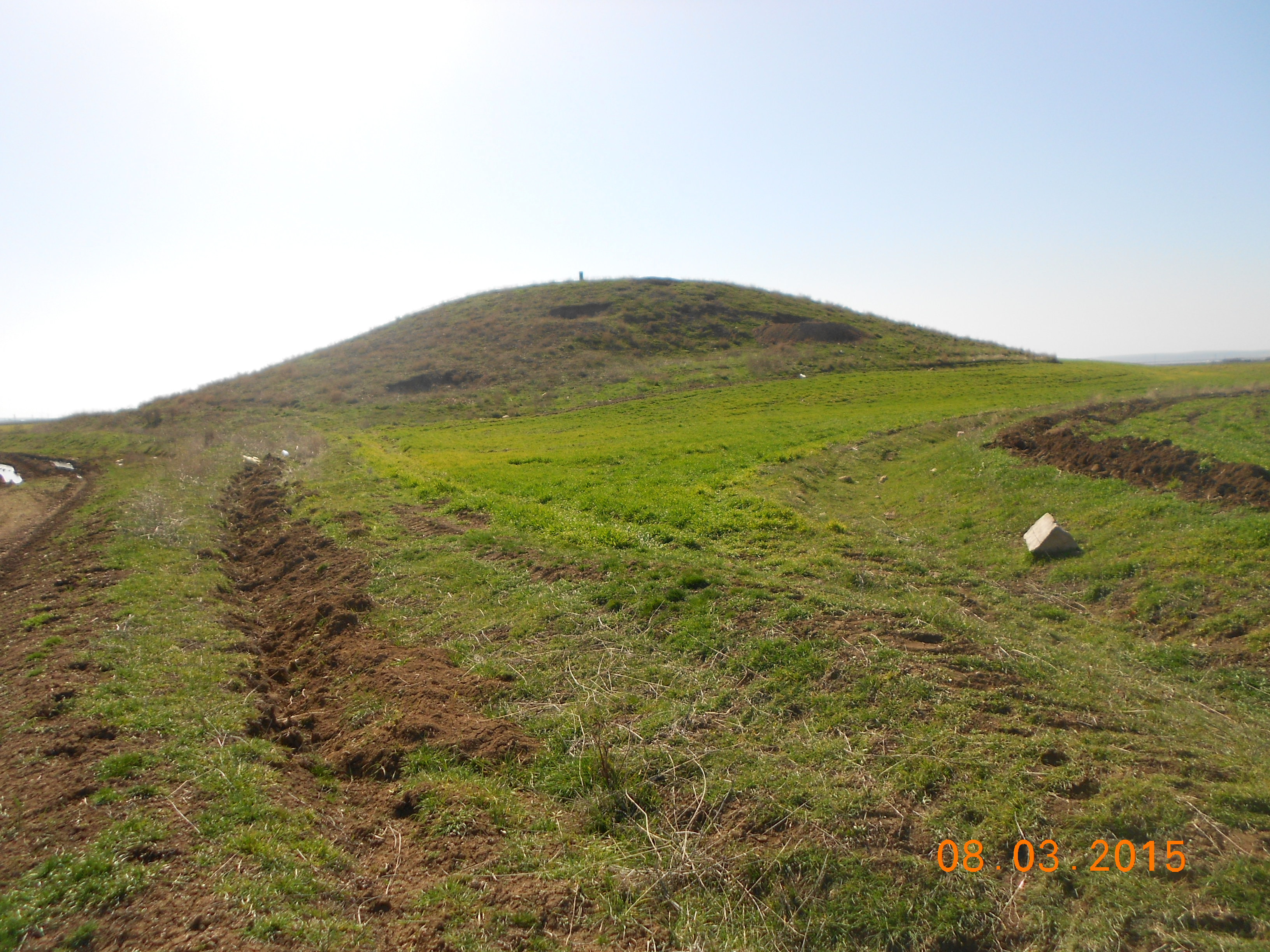
هندلي تومولوس

كوشارا هي مملكة (أو إمارة) كانت حاضرة في الأناضول في العصر البرونزي الأوسط، وكانت مركز حكم الملك الحيثي بيتانا وابنه الملك أنيتا؛ والذي تمكن من توسيع المملكة والسيطرة على الإمارات المجاورة.
اندثرت حاضرة كوشارا، ولا يوجد ذكر لها إلا في السجلات التاريخية الأثرية التي تذكر النشاط التجاري في تلك المنطقة من الأناضول.